# Церковь Исландии
Церковь Исландии (исл. Íslenska þjóðkirkjan, исл. Þjóðkirkjan, дословно — «Народная церковь»), официально Евангелическо-лютеранская церковь Исландии (hin evangelíska lúterska kirkja) — государственная церковь Исландии, к которой принадлежит подавляющее большинство жителей острова. Она является членом Всемирной лютеранской федерации, Декларации Порвоо, Сообщества протестантских церквей Европы и Всемирного совета церквей.
Церковь организована как единая епархия, возглавляемая епископом Исландии. Агнес Маргрьетардоуттир Сигюрдардоуттир, занимавшая эту должность с 2013 до 2023 года, являлась первой женщиной на этом посту. Церковь имеет 295 приходов и 112 пасторов, которые окормляют 245 тысяч человек верующих (из них лишь 10 % посещают храмы ежемесячно).

## История

### Дохристианская эпоха и принятие христианства
Христианство присутствовало с самого начала заселения Исландии человеком. Первыми людьми, ступившими на исландскую землю, были халкидонские ирландские отшельники (папары), искавшие убежища. Считается, что позже норвежские поселенцы изгнали их. Некоторые из поселенцев были христианами, хотя большинство были язычниками, поклонявшимися старым скандинавским богам. Когда исландский парламент Альтинг были впервые созваны в 930 году, они были основаны на скандинавском язычестве. В конце X века миссионеры с континента стремились распространить среди населения католицизм.
Ари Мудрый в своем историческом труде Книга Исландцев (исл. Íslendingabók) рассказывает, что общество было глубоко разделено между приверженцами разных религий, которые не терпели друг друга. В 1000 году Исландия эпохи народовластия находилось на грани гражданской войны. Различные лидеры осознали опасность и нашли решение. Они выбрали человека, которого все уважали за его мудрость, языческого жреца и вождя Торгейра из Льосаватна, чтобы решить, по какому пути должен идти народ. Торгейр удалился в свое жилище и весь день лежал там, медитируя, закрыв лицо плащом, чтобы никто его не потревожил. На следующий день он созвал собрание и объявил о своем решении. «Если мы нарушим закон, мы нарушим мир», - сказал он. «Пусть основой нашего закона будет то, что все жители этой земли должны быть христианами и верить в единого Бога, Отца, Сына и Святого Духа». Его указ об обращении включал три языческих обычая, которые можно было терпеть и практиковать только в частном порядке. Этими практиками были языческие жертвоприношения, обнажение младенцев и поедание конины. Люди согласились, и многие впоследствии крестились в водах горячих источников Вигдалауг. После крещения Торгейр вернулся на свою ферму в Льосаватне, собрал изображения своих богов и бросил их в водопад, чтобы показать свою приверженность новому закону.

### Дореформационная церковь

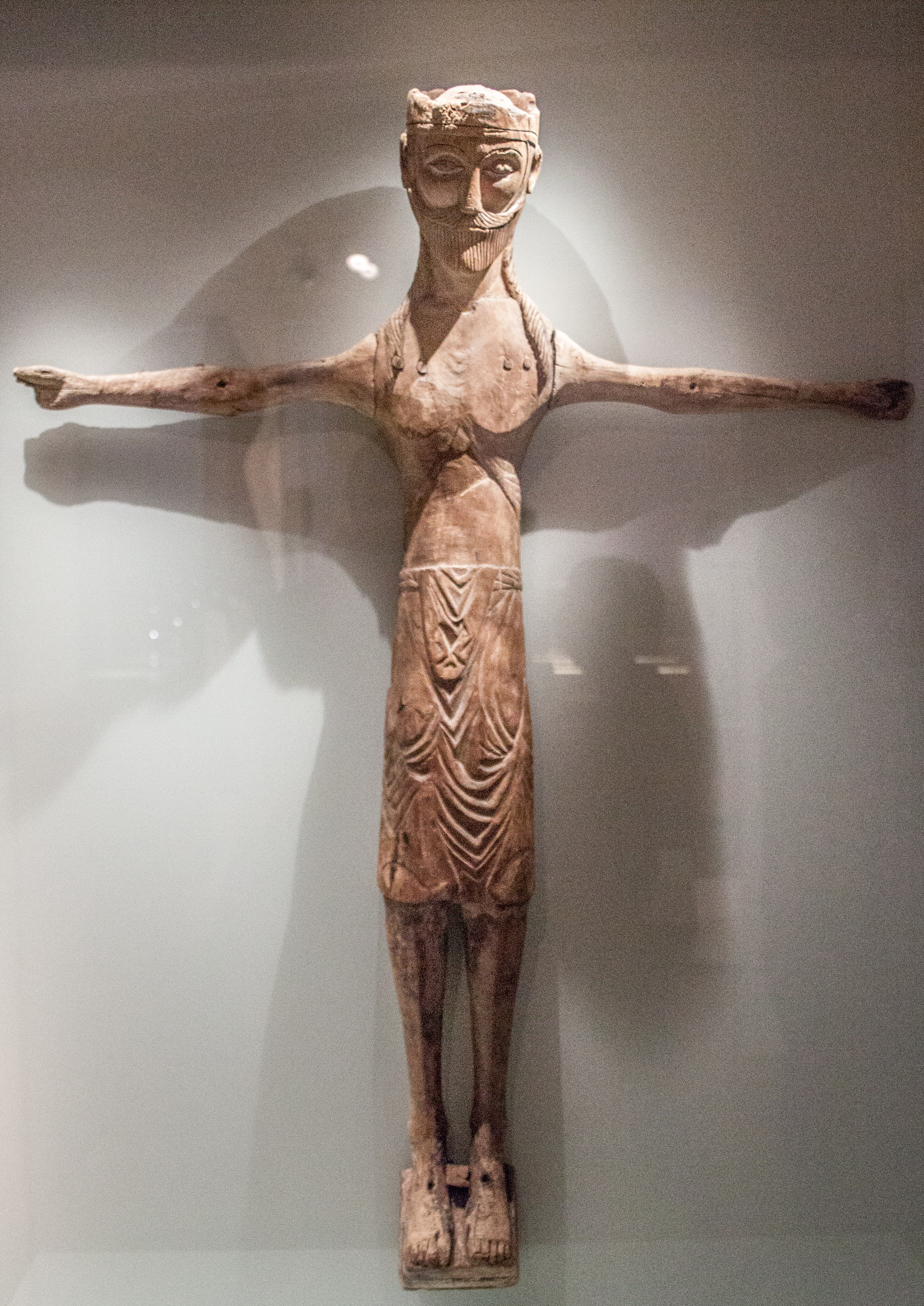
Резная статуя Иисуса Христа, ок. 1200 г., Национальный музей Исландии.

Во время христианизации Исландии среди населения работали епископы-миссионеры и священники из Германии, Англии и Восточной Европы. Первый исландский епископ Ислейвур Гиссурарсон был рукоположен в Бремене в 1056 году и назначил Скаульхольт епископской кафедрой. После этого Скалхольт был центром христианского образования и духовенства в стране на протяжении XVIII века. Несмотря на все потрясения истории, внутри церкви Исландии существует заметная преемственность. Первые пять столетий исландская церковь была римско-католической. В начале 1056 года он входил в состав бременского архиепископства. Позже исландская церковь перешла под власть архиепископов Лунда и в 1153 году стала частью провинции Нидарос. Исландия была разделена на две епархии: Скальхольт, основанную в 1056 году, и Холар, основанную в 1106 году. Они продолжались до 1801 года, когда Исландия стала одной епархией под руководством одного епископа Исландии, проживающего в Рейкьявике.
Страна была независимой республикой с 930 по 1262 год. Затем Исландия, пережившая гражданскую войну и анархию, перешла под власть Норвежского королевства, а в 1380 году вместе с Норвегией — под датскую корону. В 1944 году Исландия восстановила свою независимость как республика.
Троих исландских церковников почитали в лике святых, хотя ни один из них фактически не был канонизирован. Самый известный из них — Святой Торлак (Торлакур Торхаллссон) из Скаульхольта  (1133–1193). Он получил образование в Линкольне и в Париже. Вернувшись в Исландию, Торлакур стал настоятелем регулярного канонического монастыря Тюкквибер, вскоре завоевав репутацию своей святости. Будучи епископом Скалхолта, он стремился обеспечить соблюдение указов Рима, касающихся владения церковной собственностью и морали духовенства. В исландском календаре Торлакуру посвящены два дня: 20 июля и 23 декабря. Двумя другими святыми епископами являются Йон Огмюндссон (1106–1121) и Гвюдмюндюр Арасон (1203–1237).
В XII и XIII веках наблюдалась активная литературная деятельность: было создано обширное религиозное произведение, а также романтические романы и ситкомы на исландском языке, а также хорошо известные саги. Представители духовенствоа написали большинство из них. Части Библии были переведены на исландский язык уже в XIII веке. Эта мощная и устойчивая литературная традиция с сильным национальным характером сформировала исландский язык. Исландский язык имеет преемственность, которая делает его старейшим живым языком в Европе. Исландский сборник гимнов содержит гимны XII и XIV веков в их оригинальных языковых формах.

### Реформация
В 1540 году в Исландии начала проходить лютеранская Реформация, проводимая датской властью. Монастыри были распущены, а большая часть имущества епископских кафедр конфискована королём Дании Кристианом III, сторонником Реформации, который стал верховным главой церкви. В 1550 году казнили последнего римско-католического епископа Йоуна Арасона и двух его сыновей. Большинство католических священников продолжали служить в своих приходах в соответствии с постановлением лютеранской церкви. Реформация возобновила литературную деятельность в стране. Публикация исландского перевода Нового Завета в 1540 году и всей Библии в 1584 году знаменует собой важную веху в истории исландского языка и является важным фактором его сохранения. 
Для Исландии, как и для других протестантских стран, была характерна охота на ведьм, но в силу малонаселённости страны общее число жертв было небольшим, а вместо костра обычно назначали порку или изгнание. За 1554—1720 годы за колдовство в Исландии осудили около 350 человек, из которых к смертной казни — 26 лиц (в том числе только одна женщина).
XIX век стал свидетелем начала национального возрождения в Исландии и движения к политической независимости. Многие священнослужители сыграли важную роль в этом движении.

### Современность

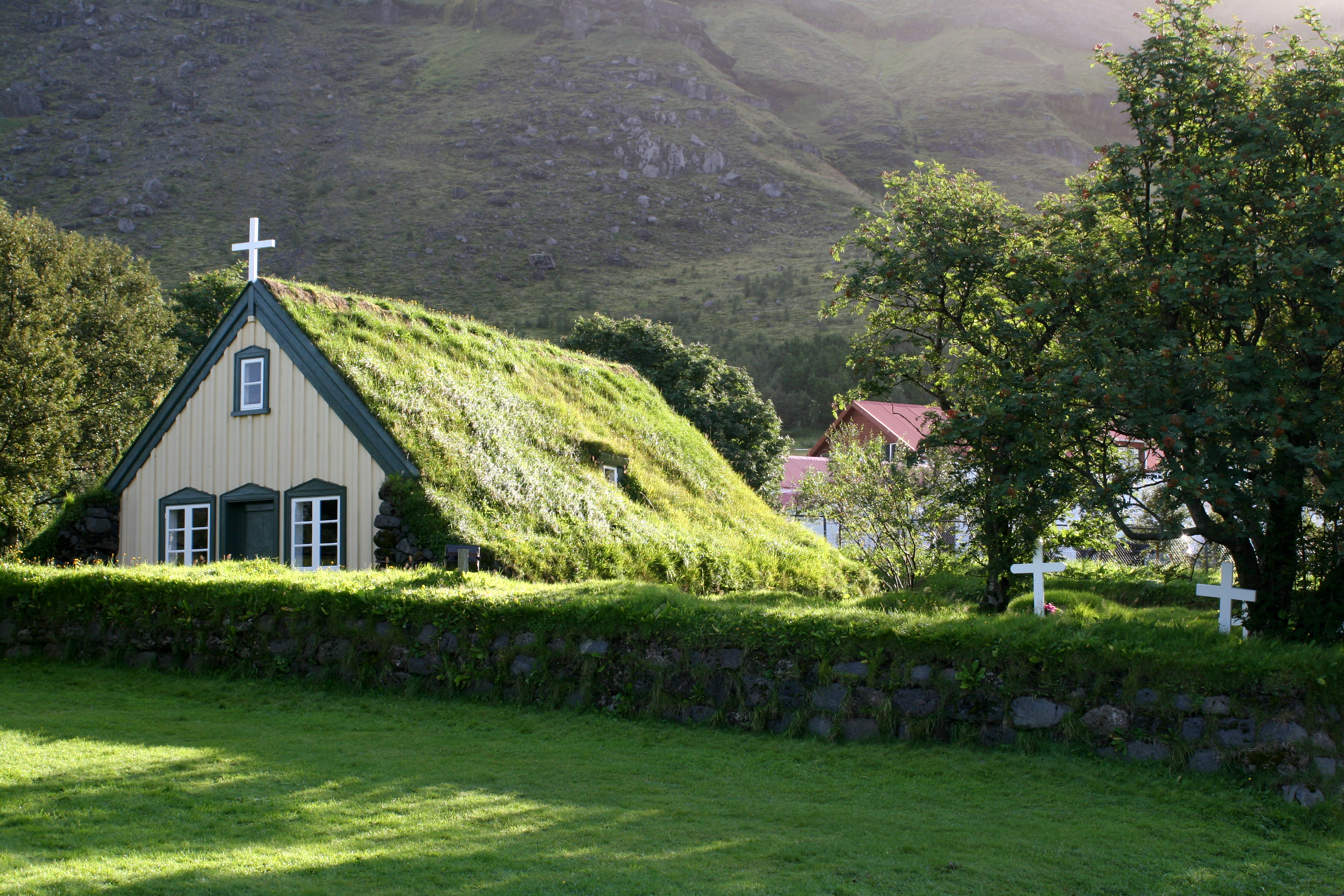
Небольшая церковь из дерева и дерна в Хофе, Исландия.

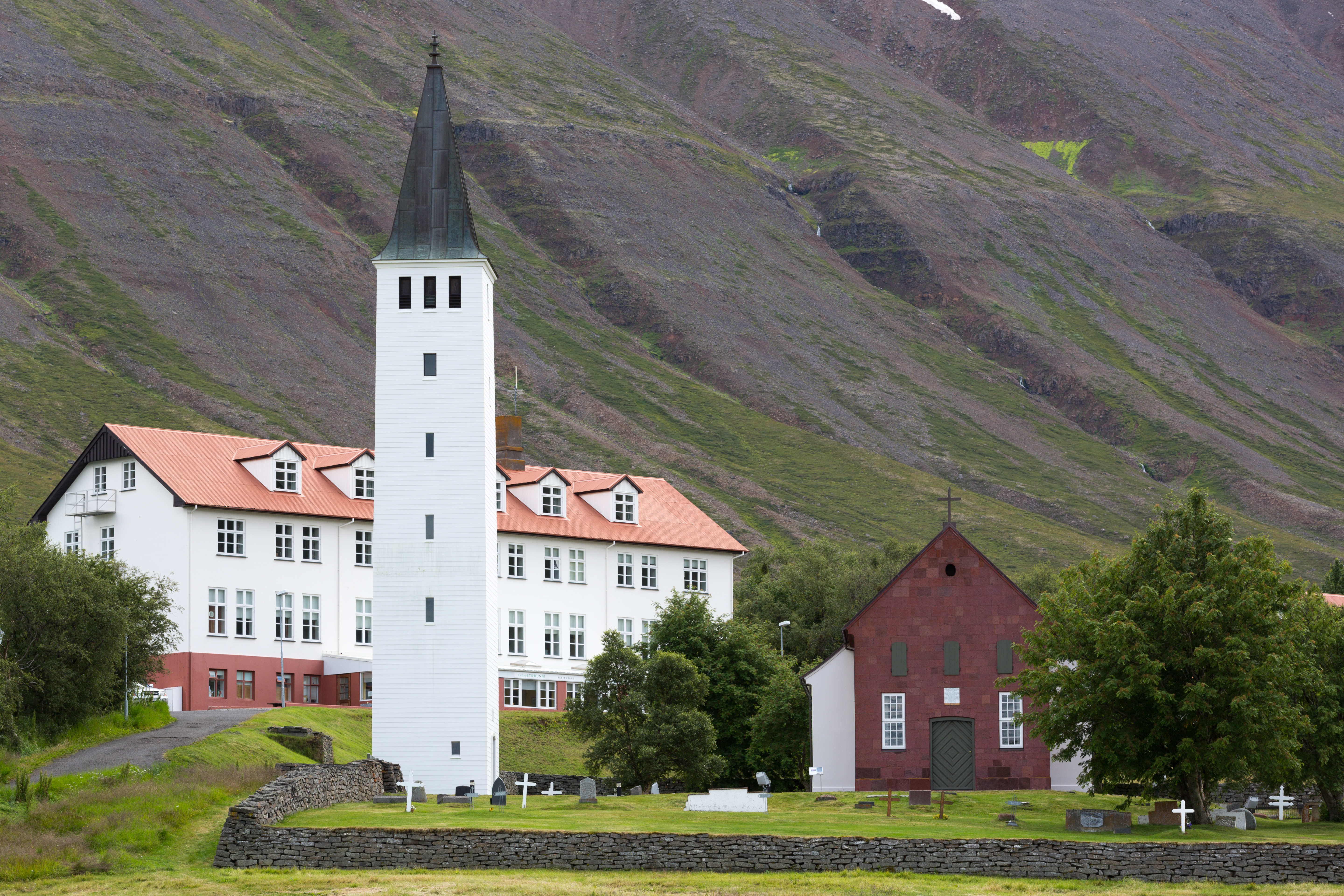
Собор Холара и Университетский колледж Холара.

Конституция 1874 года гарантирует свободу вероисповедания, но в конституции также указано, что «Евангелистско-лютеранская церковь является национальной церковью и как таковая находится под защитой и поддержкой государства». Это положение было сохранено в конституции Республики Исландия 1944 года. Примерно в начале 20 века церковное законодательство было реформировано, были созданы приходские советы и общины получили право выбирать своих пастырей. Новый перевод Библии был напечатан в 1912 году и исправлен в 1981 году. Самый последний перевод Библии был опубликован в 2007 году Исландским библейским обществом.
Около 62% населения принадлежат к Церкви Исландии и более 90 % населения принадлежат к христианским церквям. По статистике, девять из десяти детей крестятся в первый год жизни, более 90% подростков конфирмуются, 85 % венчаются в церкви и 99 % похорон проходят в церкви.
В опросе исландцев, проведенном Gallup в 2004 году, 51% респондентов назвали себя «религиозными». Разрешена ординация женщин. Благословение однополых браков имеет место быть, при этом священники могут отказаться благословлять подобный брак.

## Организационная структура

### Ассамблея и Совет

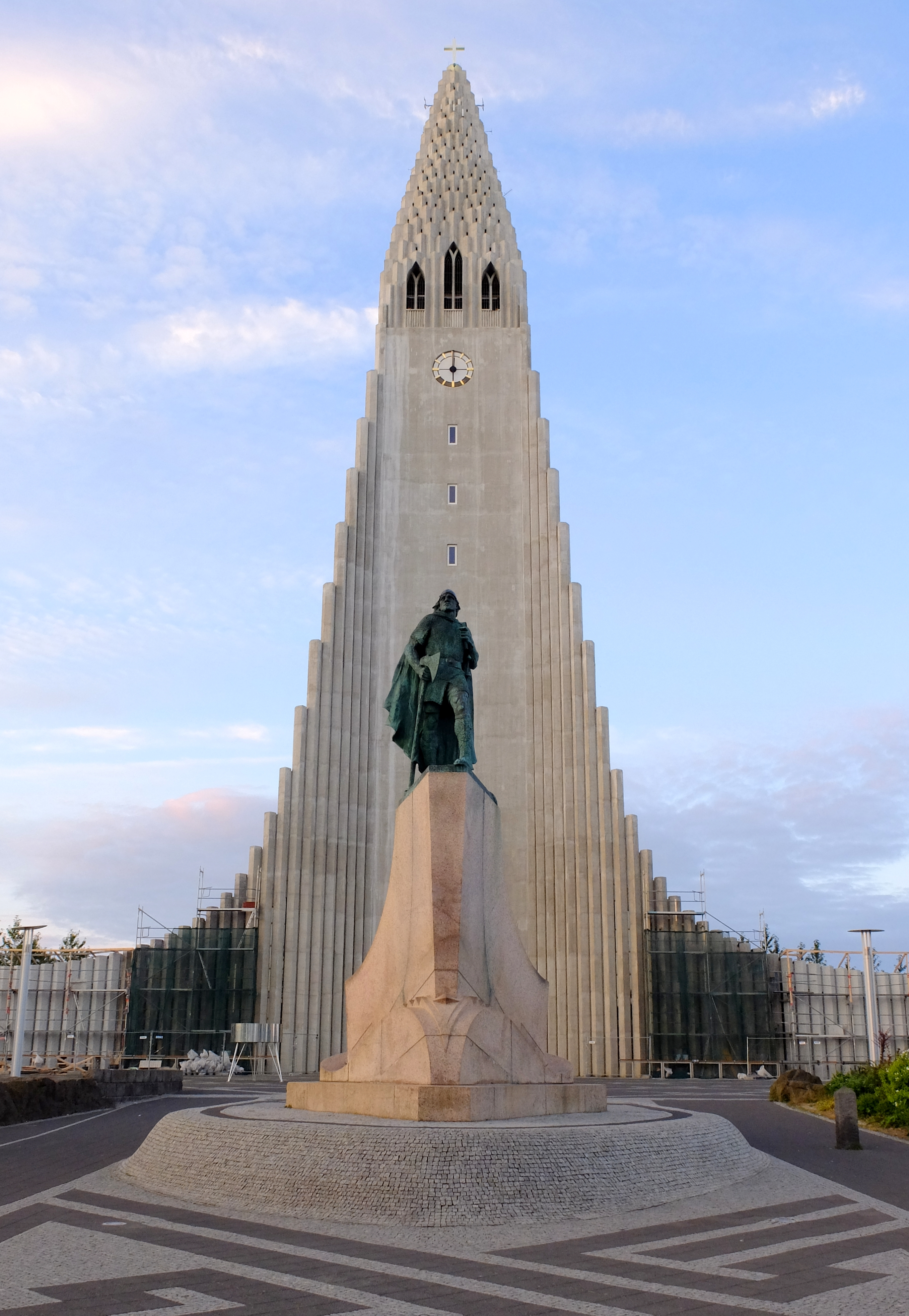
Церковь Хадльгримскиркья в Рейкьявике. Является четвертым по высоте сооружением в стране.

1 января 1998 года вступил в силу новый закон, определяющий статус Церкви Исландии и её отношения с правительством Исландии. Ежегодное церковное собрание (исл. Kirkjuþing) в настоящее время является высшим законодательным органом церкви, принимающим большинство церковных законов, ранее принятых парламентом Исландии. Киркьюинг состоит из 29 избранных представителей, 12 рукоположенных и 17 мирян, а также президента-мирянина.
Высшим исполнительным органом власти является Церковный совет, в состав которого входят два священнослужителя и два мирянина, избираемые Киркьюингом, под председательством епископа Исландии. Офис епископа в церковном доме в Рейкьявике также служит офисом Киркьюрада. Помимо финансовых вопросов и кадров, в нём также есть отделы образования и диаконии, экуменических дел, церкви и общества и коммуникаций. Издательство церкви также находится в Чёрч-Хаусе.

### Министерство и Синод
После Реформации исландская церковь сохраняла две традиционные епархии Скаульхольт и Хоулар до 1801 года, когда кафедры были объединены в единое епископство. Епископ Исландии проживает в Рейкьявике, где расположены собор и епископская канцелярия. Новых епископов традиционно рукополагали датские епископы до 1908 года, когда, в связи с растущими требованиями независимости от Дании, уходящий епископ рукоположил своего преемника.
В 1909 году два помощника или викарные епископы (исл. vígslubiskup) были созданы путем возрождения старых епископских кафедр Скаульхольта Хоулара. Хотя они не являются епархиальными епископами, они несут ответственность за соборы своих кафедр и их создание как центров обучения и духовности. В 1990 году был принят новый закон, дающий викарным епископам большую ответственность в качестве помощников епископа Исландии в пастырских вопросах, и вместе три епископа образуют Епископский совет.
Ежегодно епископ созывает всех пастырей и богословов церкви на пастырский синод для обсуждения дел церкви и общества. Синод имеет право голоса по всем вопросам богословия и литургии, которые решаются епископом и Киркьюингом. В Церкви Исландии около 150 священников и 27 рукоположенных диаконов. Четырнадцать священников работают во внеприходском служении в больницах и других учреждениях. В Церкви Исландии также есть священники, обслуживающие исландские общины за рубежом.

### Местные приходы
По всей стране насчитывается 295 лютеранских приходов. Каждый приход является финансово независимой единицей, отвечающей за строительство и содержание церковных зданий, а также за всю работу прихожан. Помимо богослужений, приходская работа охватывает широкий спектр просветительской и диаконической деятельности, детско-молодежной работы. В сельской местности один и тот же священник может обслуживать несколько приходов.

### Богословское образование
Теологический факультет Исландского университета, основанный в 1911 году, готовит духовенство (священнослужителей и дьяконов) для лютеранской церкви.

## Женщины в Церкви Исландии
В 1911 году был принят закон, предусматривающий равенство мужчин и женщин при занятии государственных (в том числе в государственной церкви) должностей и равный доступ к образованию (в том числе к духовному). Однако на практике долгое время ничего не менялось — только в 1945 году первая женщина (Хильдюр Бернхюфт) стала бакалавром теологии. Однако её пример был скорее исключением, не поддержанным остальными исландками. Вторая женщина-теолог (Эйдур Эйр) появилась в Исландии лишь в 1962 году. Ординация женщин началась в Исландии позднее, чем в Дании, Швеции и Норвегии. Первым богослужением женщины на острове стала проповедь Эйдур Эйр (11 ноября 1962 года в Рейкьявике), однако тогда она ещё не была рукоположена. В 1974 году Эйдур Эйр стала первой в Исландии женщиной-пастором.

## Экуменические союзы
Церковь Исландии является членом Всемирной лютеранской федерации, Всемирного совета церквей, Конференции европейских церквей и Сообщества протестантских церквей Европы. В 1995 году церковь подписала Декларацию Порвоо, вступив в полное общение (тесные отношения с признанием общих доктрин и общего служения) с лютеранскими церквями стран Северной Европы и Балтии, а также англиканскими церквями Британских островов.
Миссионерская федерация Исландии с Норвежской миссионерской федерацией руководила миссиями в Китае, Эфиопии и Кении. Организация «Исландская церковная помощь» работала в сотрудничестве с международными агентствами по оказанию помощи и развитию в различных частях мира.
Церковь имеет исторические связи с другими скандинавскими церквями, включая Церковь Швеции, Церковь Норвегии, Церковь Финляндии и её церковь-мать, Церковь Дании. Все данные церкви исповедуют лютеранскую христианскую традицию.